# Асама (броненосен крайцер, 1898)
Асама (на японски: 浅間) е броненосен крайцер, главен кораб на серията от два крайцера тип „Асама“, построени за Японския Императорски флот. Участва в Руско-японската война, Първата и Втората световна война. Името му идва от името на вулкана Асама в централната част на остров Хоншу.

## Конструкция
Проектът е създаден от сър Филип Уотс.
За разлика от броненосните крайцери на другите морски държави, които са предназначени, преди всичко, за действия на търговските пътища и далечно разузнаване, главна задача на този тип кораби е участие в ескадрени сражения съвместно с броненосците.
Гладкопалубен корпус с неголяма седловатост и незначителна овалност на борда в района на мидъла, построен от мека корабостроителна (сименс-мартенова) стомана по смесената система за набор на корпуса.

### Въоръжение
Основното въоръжение на „Асама“ са две двуоръдейни кули, на носа и кърмата, с новите 203 мм/45 оръдия. Те са направени по популярната тогава във Великобритания система на телената конструкция и бутален затвор.
За насочване на кулите се използва хидравличен механизъм и резервни (дублиращи) електрически и ръчен.
Отличителна особеност на корабите са кулите на главния калибър е това, че част (62 снаряда) от техния боекомплект се намира в кулата. Останалите снаряди и всички заряди към тях се намирали под бронираната палуба и се подавали към кулата с общ подемник. За един цикъл той може да вдигне от погребите два снаряда или заряда. Скорострелността им е 3 изстрела в минута, до израсходоването на снарядите в кулите, след което темпа на стрелба спада рязко.

## История на службата

### Руско-японска война

#### Битка при Чемулпо
На 9 февруари по време на сражението при Чемулпо е главната огнева мощ на ескадрата на контраадмирал Уриу, макар и да не е флагман.
За времето на половинчасовия бой крайцера изстрелва 27 8-дюймови, 103 6-дюймови и девет 3-дюймови снаряди от дистанция 20 – 45 кабелта, т.е. общо 139 снаряда, при това „Варяг“, по който и води огън „Асама“, получава 3 попадения от 8-дюймовия калибър (само „Асама“ от японската страна има 203 mm оръдия), т.е. 11% снарядите на главния калибър достигат целта, което е впечатляващ резултат за своето време, разбира се, следва да се отчете и крайно ниската скорост на „Варяг“ и малката дистанция на боя. Именно тези попадения са най-сериозните за руския крайцер (в кърмовия мостик, подводна пробойна, пожар на кърмата).
В. Ф. Руднев в своя рапорт пише: „Един от изстрелите на 6 дюймовото оръдие №XII разруши кърмовия мостик на крайцера „Асама“ и запали пожар, като „Асама“ прекрати за известно време огъня, но скоро започна отново. Кърмовата му кула, изглежда е повредена, тъй като тя така и не действаше до края на боя… Италианските офицери, наблюдаващи сражението, и английския парен катер, връщащ се от японската ескадра, твърдят, че на крайцера „Асама“ се вижда голям пожар и е унищожен кърмовия мостик...“. Въпреки това, тази информация не се потвърждава, както от самите японци (те въобще не фиксират нито едно попадение в своите кораби, а кърмовата кула не може да стреля, понеже „Асама“ преследва „Варяг“), така и от документите на неутралните военни кораби, стоящи в пристанището.

#### Цушимско сражение
Достатъчно сериозно е повреден в Цушимското сражение, където се бие в една линия с ескадрените броненосци и в отделни епизоди от сражението даже изпълнява ролята на флагман, водейки зад себе си броненосците. В боя с руската ескадра получава 12 попадения, основно от броненосеца „Император Николай I“ (3 12-дюймови, 2 9-дюймови снаряда), временно излиза от боя, за да отстрани повредите, в т.ч. и на рулевия механизъм (общо не участва в боя ~3 часа), на него има 3 убити, 12 ранени (в редица публикации се указват 11 убити и 13 ранени).

## Командири на кораба
- капитан 1-ви ранг Симадзаки Йошитада (на японски: 島崎好忠?) – от 1 декември 1897 г. до 17 юни 1899 г.[2].
- капитан 1-ви ранг Мукаяма Синкити (на японски: 向山慎吉?) – от 17 юни 1899 г. до 20 май 1900 г.[3].
- капитан 1-ви ранг Хосоя Сакеджи (на японски: 細谷資氏?) – от 20 май 1900 г. до 13 март 1901 г.[3].
- капитан 1-ви ранг Накао Юи (на японски: 中尾 雄?) – от 13 март 1901 г. до 12 януари 1903 г.[3].
- капитан 1-ви ранг Терагаки Идзо (на японски: 寺垣猪三?) – от 12 януари до 7 юли 1903 г.[4].
- капитан 1-ви ранг Яширо Рокуро (на японски: 八代六郎?) – от 7 юли 1903 г. до 12 декември 1905 г.[5].
- капитан 1-ви ранг Коидзуми Котаро (на японски: 小泉鑅太郎?) – от 12 декември 1905 г. до 22 ноември 1906 г.[5].
- капитан 1-ви ранг Мияджи Садатоки (на японски: 宮地貞辰?) – от 22 ноември 1906 г. до 28 септември 1907 г.[6].
- капитан 1-ви ранг Ямасуми Тародзо (на японски: 山澄太郎三?) – от 15 май до 10 декември 1908 г.[7].

## Галерия
- Крайцера „Асама“ след влизането му в строй 1899 г.
- Крайцера „Асама“ на парад, около 1900 г.
- Крайцера „Асама“ през 1901 г.
- Изглед от горната палуба на крайцера „Асама“